# Weet-weet
Un weet-weet es un juguete arrojadizo de los aborígenes australianos. 

## Descripción
El weet-weet tiene unos 60 cm de largo y consta de una pieza de madera en forma de huso con una cola o prolongación delgada y flexible. El peso es de unos 200 gramos.

## El juego o competición
Cada lanzador tira su weet-weet con fuerza, por debajo de la mano, procurando alcanzar una distancia tan grande como pueda. 
El weet-weet sale a gran velocidad y girando, y rebotando sobre el terreno irregular. Los saltos llegan a ser irregulares y repentinos. 
Las distancias abarcadas son del orden de 170 metros. 
Gana el jugador que lanza el weet-weet más lejos. 

## Samuel Clemens, Mark Twain y el weet-weet
El escritor Mark Twain como ejemplo del ingenio e inteligencia de los aborígenes australianos escribió un capítulo en su libro de viaje Siguiendo el Ecuador sobre el weet-weet (o canguro-rata). El capítulo, empero, no es una simple descripción de un juguete exótico, es un resumen contundente y crítico de las acciones genocidas del hombre blanco contra los indígenas.